# عود قصير الأزهار
عود قصير الأزهار (الاسم العلمي:Aquilaria brachyantha) هو نوع من النباتات يتبع جنس العود من الفصيلة المثنانية.